# Rhampsinitus nubicolus
Rhampsinitus nubicolus is een hooiwagen uit de familie echte hooiwagens (Phalangiidae).